# Liste der Bodendenkmale in Schwabstedt
In der Liste der Bodendenkmale in Schwabstedt sind die Bodendenkmale der Gemeinde Schwabstedt nach dem Stand der Bodendenkmalliste des Archäologischen Landesamts Schleswig-Holstein von 2016 aufgelistet. Die Baudenkmale sind in der Liste der Kulturdenkmale in Schwabstedt aufgeführt.
| Denkmal-ID           | Befundart               | Bezeichnung                                  | Zeitstellung                 | Lage | Bemerkungen | Bild |
| -------------------- | ----------------------- | -------------------------------------------- | ---------------------------- | ---- | ----------- | ---- |
| aKD-ALSH-Nr. 001 560 | Grabmal > Grabhügel     | Grabhügel                                    | Vor- und/oder Frühgeschichte |      |             |      |
| aKD-ALSH-Nr. 001 561 | Befestigung > Burg      | Burg/Motte/Ringwall/Turmhügel „Bischofsburg“ | Mittelalter                  |      |             |      |
| aKD-ALSH-Nr. 001 562 | Grabmal > Großsteingrab | Steinkammer                                  | Neolithikum                  |      |             |      |